# جوني روش
جوني روش (بالإنجليزية: Johnny Roche)‏ (18 مايو 1932 في المملكة المتحدة - 1 يناير 1988) هو لاعب كرة قدم بريطاني في مركز الهجوم. لعب مع كريستال بالاس ونادي ميلوول.